# Chi Thiên lý
Chi Thiên lý, tên khoa học Telosma, là chi thực vật có hoa trong họ Apocynaceae.

## Các loài
- Telosma accedens (Blume) Backer, 1949 - Java.
- Telosma africana (N.E.Br.) N.E.Br. 1908 - Vùng nhiệt đới và miền nam Châu Phi, Yemen.
- Telosma angustiloba (Warb.) Merr., 1912 - Philippines (Luzon).
- Telosma celebica (Warb.) M.A.Rahman & Wilcock, 1990 - Sulawesi.
- Telosma cordata (Burm.f.) Merr., 1921 - Thiên lý, hoa lý. Pakistan về phía đông tới Việt Nam, Trung Quốc (Quảng Tây, Quảng Đông).
- Telosma pallida (Roxb.) Craib, 1911 Pakistan về phía đông tới Việt Nam, Trung Quốc, Đài Loan.
- Telosma procumbens (Blanco) Merr., 1912. - Miền nam Trung Quốc tới Việt Nam và Philippines. Sách đỏ Việt Nam 2007 định danh nhầm cam thảo Đá Bia là loài này. Năm 2018 người ta đã có mẫu và định danh lại cam thảo Đá Bia thành Jasminanthes tuyetanhiae T.B.Tran & Rodda, 2018[2][3]
- Telosma puberula (Miq.) Kerr, 1951 - Thái Lan tới Tây Malesia.

## Hình ảnh

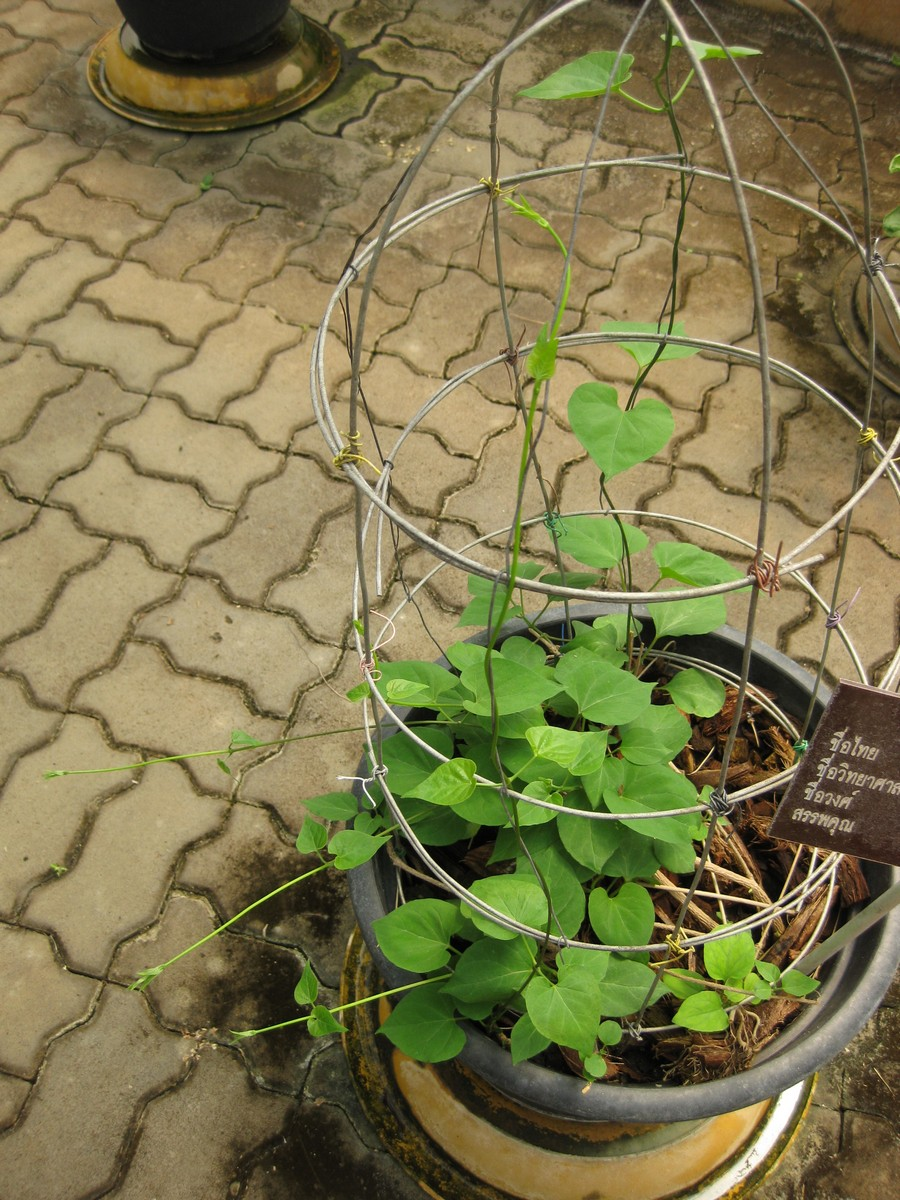
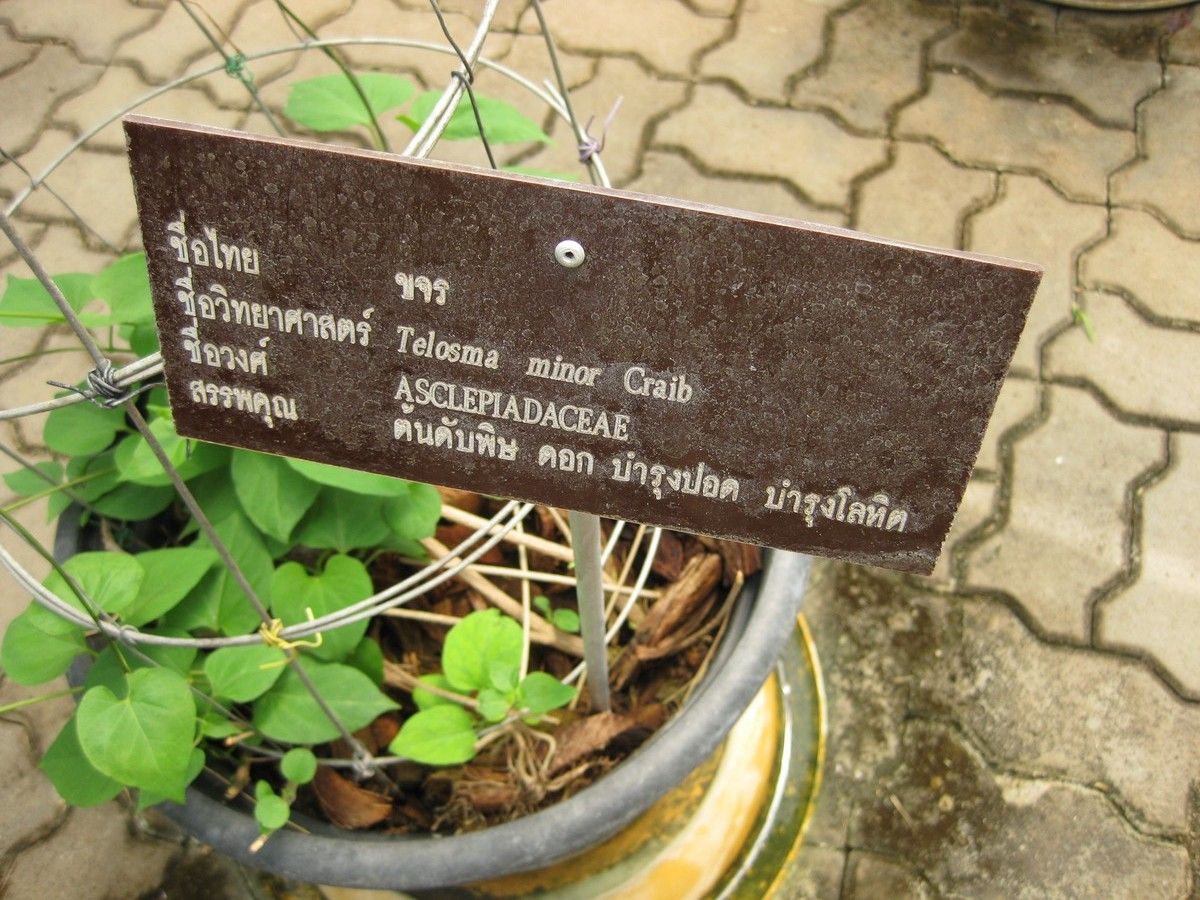